# 東ミサミス州

ミサミス・オリエンタル州の位置

東ミサミス州（ひがしミサミスしゅう、Province of Misamis Oriental）は、フィリピン南部ミンダナオ島の北ミンダナオ地方（Northern Mindanao, Region X）に属する州である。南西に北ラナオ州、南にブキドノン州、北にミンダナオ海（ボホール海）があり、沖にはカミギン島（カミギン州）が隣接している。東はカラガ地方の北アグサン州と接している。
面積は3,570.0km2、人口は888,509人（2015年）、州都はカガヤン・デ・オロ（Cagayan de Oro）で、この地方の中心都市でもある。